# Справка (рассказ)
«Справка» — рассказ Антона Павловича Чехова. Произведение отражает коррупцию среди чиновников и её влияние на обычных людей.

## Идея произведения
В этом рассказе писатель решил обличить суть некоторых мелких чиновников. С помощью иронии и комических приёмов Чехов заставляет читателя испытывать презрение к чиновнику. Даже имея лишь небольшую власть, он желает получить выгоду. Причём, персонаж из рассказа отказывается делать не дополнительную работу, а выполнять свою прямую обязанность-выдачу справки. Вызывает удивление и способ, которым он призывает дать взятку-бойкот. Чиновник начинает работать только если ему выложат 3 рубля. На меньшее он не согласен. Это напоминает принцип работы терминала или телефонной будки. Стоит отметить и последствия действий данного чиновника. А точнее, то, что Волдырев (посетитель) даже после получения справки машинально даёт ещё рубль. Так, через Волдырева Чехов хочет показать, что обычные люди, знающие ситуацию, уже начинают привыкать к данному произволу. Они вынуждены мириться с коррупцией и терять деньги, там, где этого в принципе не должно быть.

## Сюжет
Полдень. Помещик Волдырев приходит к чиновнику получить справку. Однако тот не обращает на него никакого внимания и продолжает заниматься своими делами. Смекнув в чём дело, Волдырев кладёт на книжку рублёвую купюру. Служащий забирает её, но продолжает молчать. Далее помещик даёт ещё один рубль. Чиновник всё равно не обращает внимания на Волдырева и продолжает писать. Посетитель, вовсе разочаровавшись, отходит от стола к центру комнаты. Увидев его беспомощное лицо, к нему подходит швейцар, который советует дать ещё рубль чиновнику. После получения третьего рубля, служащий наконец заговаривает с Волдыревым и проявляет жаркий интерес к работе. Он даёт справку и делает копию. Получив то, чего он требовал, посетитель напоследок вытаскивает рубль и передаёт служащему. Затем помещик выходит на улицу и произносит: «Ну, люди…».